# العلاقات البالاوية الهايتية
العلاقات البالاوية الهايتية هي العلاقات الثنائية التي تجمع بين بالاو وهايتي.

## مقارنة بين البلدين
هذه مقارنة عامة ومرجعية للدولتين:
| وجه المقارنة                                              | بالاو                         | هايتي                                |
| --------------------------------------------------------- | ----------------------------- | ------------------------------------ |
| المساحة (كم2)                                             | 465                           | 27.75 ألف                            |
| عدد السكان (نسمة)                                         | 21.73 ألف                     | 10.98 مليون                          |
| الكثافة السكانية (ن./كم²)                                 | 4.67 ألف                      | 395.68                               |
| العاصمة                                                   | نغيرولمود، كورور              | بورت أو برانس                        |
| اللغة الرسمية                                             | لغة إنجليزية، اللغة البالاوية | لغة فرنسية، اللغة الكريولية الهايتية |
| العملة                                                    | دولار أمريكي                  | جوردة هايتية                         |
| الناتج المحلي الإجمالي (بليون دولار)                      | 291.54 مليون                  | 8.41 مليار                           |
| الناتج المحلي الإجمالي (تعادل القوة الشرائية) بليون دولار | 326.12 مليون                  | 18.82 مليار                          |
| الناتج المحلي الإجمالي الاسمي للفرد دولار أمريكي          | 13.50 ألف                     | 818                                  |
| الناتج المحلي الإجمالي للفرد دولار أمريكي                 | 14.76 ألف                     | 1.73 ألف                             |
| مؤشر التنمية البشرية                                      | 0.780                         | 0.483                                |
| رمز المكالمات الدولي                                      | +680                          | +509                                 |
| رمز الإنترنت                                              | .pw                           | .ht                                  |
| المنطقة الزمنية                                           | ت ع م+09:00                   | 00                                   |

## منظمات دولية مشتركة
يشترك البلدان في عضوية مجموعة من المنظمات الدولية، منها:
| علم المنظمة | اسم المنظمة                                 | تاريخ انضمام بالاو | تاريخ انضمام هايتي |
| ----------- | ------------------------------------------- | ------------------ | ------------------ |
|             | مجموعة دول أفريقيا والكاريبي والمحيط الهادئ | ?                  | ?                  |
|             | مؤسسة التنمية الدولية                       | 16 ديسمبر 1997     | 13 يونيو 1961      |
|             | الأمم المتحدة                               | 15 ديسمبر 1994     | 24 أكتوبر 1945     |
|             | البنك الدولي للإنشاء والتعمير               | 16 ديسمبر 1997     | 8 سبتمبر 1953      |
|             | منظمة حظر الأسلحة الكيميائية                | ?                  | ?                  |
|             | مؤسسة التمويل الدولية                       | 16 ديسمبر 1997     | 20 يوليو 1956      |
|             | وكالة ضمان الاستثمار متعدد الأطراف          | 16 ديسمبر 1997     | 11 ديسمبر 1996     |
|             | تحالف الدول الجزرية الصغيرة                 | ?                  | ?                  |
|             | يونسكو                                      | 20 سبتمبر 1999     | 18 نوفمبر 1946     |

## وصلات خارجية
- موقع وزارة الخارجية الهايتية